# Pischtscha
Pischtscha (ukrainisch Піща; russisch Пища, polnisch Piszcza) ist ein Dorf sowie das Zentrum der gleichnamigen Landratsgemeinde im Norden der ukrainischen Oblast Wolyn mit etwa 1100 Einwohnern (2006).

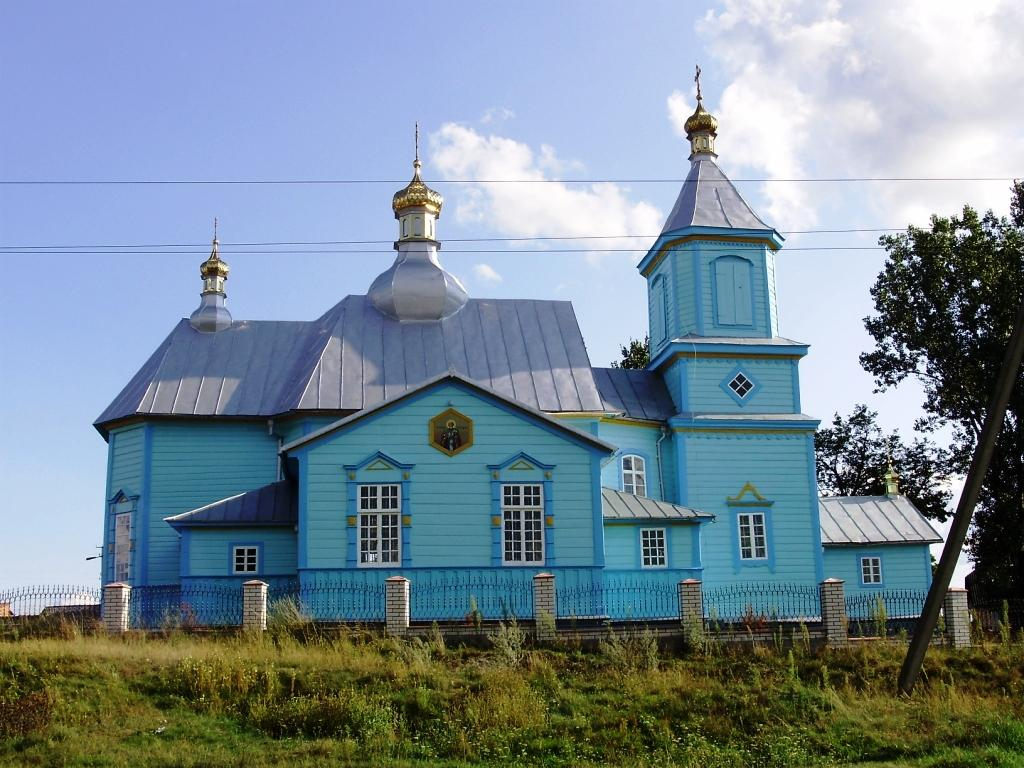
Kirche St. Kazan von 1801

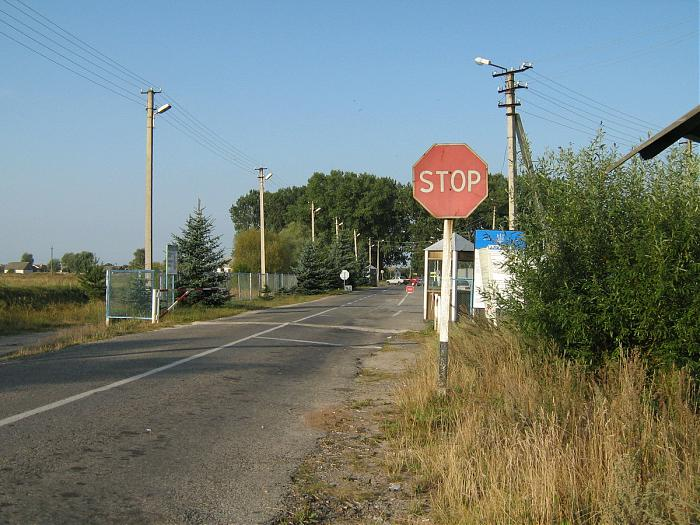
Ukrainisch-belarussischer Grenzübergang bei Pischtscha

Das Dorf ist bekannt für die 1801 erbaute Kirche St. Kazan, die ein Baudenkmal von nationaler Bedeutung darstellt.

## Geschichte
Der Ort bestand bereits in der Adelsrepublik Polen-Litauen (in der Woiwodschaft Brześć Litewski). Nach der dritten polnischen Teilung kam er 1795 zum Russischen Reich und wurde 1921 ein Teil von Polen.
Infolge des Hitler-Stalin-Pakts besetzte die Sowjetunion das Gebiet, nach dem deutschen Überfall auf die Sowjetunion 1941 war der Ort bis 1944 unter deutscher Besatzung, kam nach der Befreiung durch die Rote Armee wieder zur Sowjetunion, diese gliederte ihn in die Ukrainische SSR ein, 1991 wurde er dann ein Teil der heutigen Ukraine.

## Geographie
Pischtscha liegt innerhalb des Biosphärenreservates Nationalpark Schazk am Pischtschanske-See und an der Territorialstraße T–03–07 im Norden des Rajon Schazk nahe der Grenze zum belarussischen Rajon Malaryta.
Das ehemalige Rajonzentrum Schazk liegt 17 km südlich und die Stadt Kowel 100 km südöstlich des Dorfes.
Am 12. Juni 2020 wurde das Dorf ein Teil der Siedlungsgemeinde Schazk, bis dahin bildete das Dorf zusammen mit den Dörfern Kamjanka (Кам'янка), Ostriwja (Острів'я) und Satyschschja (Затишшя) die gleichnamige Landratsgemeinde Pischtscha (Піщанська сільська рада/Pischtschanska silska rada) im Norden des Rajons Schazk.
Am 17. Juli 2020 wurde der Ort Teil des Rajons Kowel.